# گوزپینار (گرگر)
گوزپینار (به ترکی استانبولی: Gözpınar) (به کردی: Qersig) یک منطقهٔ مسکونی کردنشین در ترکیه است که در گرگر، آدیامان واقع شده‌است.